# Rinsan
Rinsan (Hán Việt: Lân Sơn) là một huyện thuộc tỉnh Hwanghae Bắc tại Cộng hòa Dân chủ Nhân dân Triều Tiên. Huyện giáp với Pongsan ở phía đông, giáp với Unpa ở phía tây bắc, giáp với Sinwon của tỉnh Hwanghae Nam ở phía tây nam, giáp với Pongchon và Chongdan của tỉnh Hwanghae Nam ở phía nam, giáp với Sohung và Pongsan ở phía bắc. Năm 2008, dân số của huyện Pyongsan là 73.626 người (35.094 nam và 38.532 nữ), trong đó dân số đô thị là 18.938 người (25,7%), dân số nông thôn là 54.688 người (74,3%).